# Коралове море
Кора́лове мо́ре — море Тихого океану між Австралією і Меланезією. Площа 4,791 млн км² (з Соломоновим морем), глибина до 9175 м (Бугенвільський жолоб). Підводні вулкани, Великий Бар'єрний риф.

## Порти
- Австралія, Брисбен
- Папуа Нова Гвінея, Порт-Морсбі

## Клімат
Північна і центральна частини акваторії моря лежить у субекваторіальному кліматичному поясі, південна — в тропічному. Влітку переважають екваторіальні повітряні маси, взимку — тропічні. Сезонні амплітуди температури повітря незначні. У літньо-осінній період часто формуються тропічні циклони, зволоження достатнє. На півдні панують тропічні повітряні маси. Сезонний хід температури повітря чітко відстежується. Переважають пасатні вітри. У теплий сезон утворюються тропічні циклони, зволоження достатнє.

## Геологія
Котловина Коралового моря сформувалась у періоді між 58 і 48 мільйонів років тому, коли континентальний шельф Квінсленда піднявся, сформувавши Великий Вододільний хребет, а континентальні блоки одночасно зазнали пониження.
Процеси геологічного формування досі тривають, про що свідчить сейсмічна активність. У періоді 1866—2000 рр. вздовж берега Квінсленда та у Кораловому морі було зафіксовано декілька сотень землетрусів магнітудою від 2 до 6 балів за шкалою Ріхтера. Соломонові острови зазнали великого землетрусу та цунамі у декілька метрів висотою 2 квітня 2007 року; епіцентр землетрусу магнітудою 8,1 бала був за 349 км на північний захід від столиці островів Хоніара, на глибині 10 км. Землетрус супроводжувався більш ніж 44 підземними поштовхами магнітуди 5,0 чи більше. Цунамі вбило принаймні 52 людини та знищило понад 900 будинків.
Море отримало назву за численні коралові утворення. Вони включають Великий бар'єрний риф, що простягається на близько 2000 км вздовж північно-східного берега Австралії та включаю приблизно 2 900 окремих рифів та 1000 островів. Найбільшими атолами Коралового моря є острови Честерфілд та риф Ліху. Море було важливим джерелом коралів для Великого бар'єрного рифу, як під час його формування, так і після зниження рівня моря.

## Гідрологія

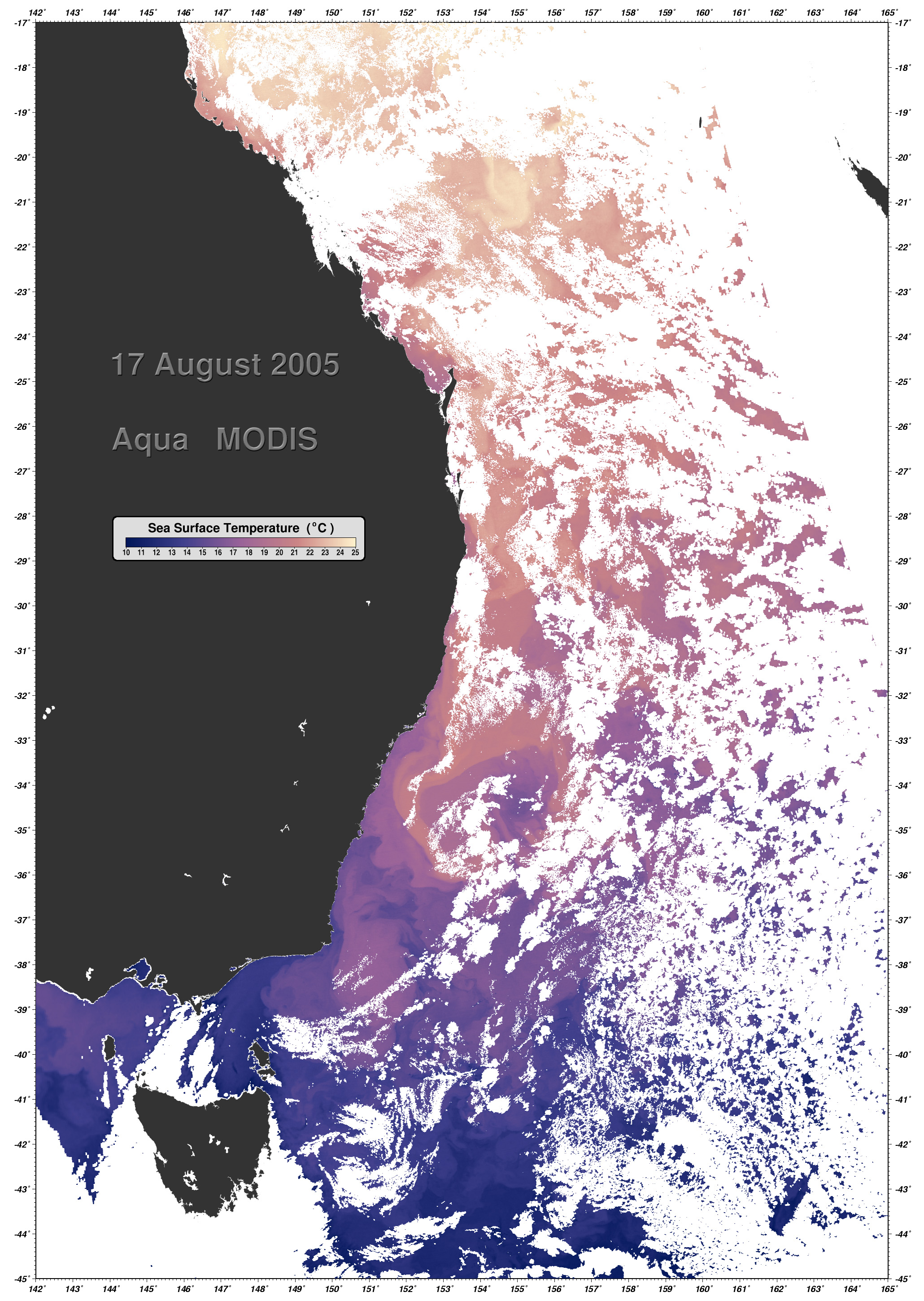
Термальний профіль Східноавстралійської течії

Основні течії Коралового моря утворюють круговорот проти годинникової стрілки, який включає Східноавстралійську течію. Вона переносить теплі малопоживні води Коралового моря вниз вздовж східного узбережжя Австралії до прохолодних вод Тасманового моря. Течія є найсильнішою вздовж узбережжя і переносить 30 млн м3/с води по потоку шириною до 100 км і глибиною до 500 м. Течія найбільш потужна у лютому, і найменш — у серпні.
Основною рікою, яка впадає в море є Бердекін, чия дельта розташована на південний схід від міста Таунсвілл. Через сезонні та річна варіації у кількості циклонів та опадів (типово між 200 і 1600 мм/рік) її річний скид може змінюватись більш ніж у 10 разів за два послідовні роки. Зокрема у періоді 1920—1999 рр., середній потік води поблизу дельти становив менш як 1000 м3/с у 1923, 1931, 1939, 1969, 1982, 1985, 1987, 1993 і 1995 роках, понад 25 000 м3/с у 1927, 1940, 1946, 1950, 1951, 1959, 1968, 1972, 1974 і 1991 роках, та досяг бл. 40 000 м3/с у 1946 р. Ця нерегулярність має наслідком флуктуації складу морської води поблизу дельти.
Поверхнева температура води моря змінюється на півдні моря від 19 °C у серпні до 24 °C у лютому. На півночі вона цілий рік стабільна на рівні 27–28 °C. Солоність води становить 34,5—35,5 ‰ (часток на тисячу). Вода переважно дуже прозора, видимість становить до 30 метрів вглиб поблизу коралових рифів.

## Біологія
Акваторія моря поділяється на ряд морських екорегіонів центральної індо-тихоокеанської зоогеографічної провінції: затока Папуа, Торресова протока, Великий Бар'єрний риф і власне Коралове море. У зоогеографічному відношенні донна фауна континентального шельфу й острівних мілин до глибини 200 м належить до індо-західнопацифічної області тропічної зони.

## Флора
Австралійський берег Коралового моря переважно складається з піску. Великий Бар'єрний риф надто далеко, щоб забезпечити значні відкладення коралів, але він ефективно захищає узбережжя від океанських хвиль. У результаті більшість наземної рослинності поширюється вниз до моря, а прибережні води багаті на підводну рослинність, таку як зелені водорості. Найбільш поширеними з морських трав є Halophila та Halodule

## Фауна
У морі мешкають численні види анемонів, губок, хробаків, черевоногих молюсків, омарів, креветок та крабів. Червоні водорості Lithothamnion і Porolithon кольору багато коралових рифів пурпурно-червоні і зелені водорості Halimeda зустрічається по всьому морю. Прибережні рослини, що складаються лише з 30-40 видів, і мангрові зарості зустрічаються у північній частині моря. Чотириста видів коралів, як твердих, і м'яких населяють рифи.
Більшість видів коралів розмножуються статевим способом, виділяючи гамети в умовах масового нересту, викликаного підвищенням температури моря навесні та влітку, місячним та добовим циклом. Рифи у внутрішній частині Великого Бар'єрного рифу нерестяться протягом тижня після повного місяця у жовтні, а зовнішні рифи з'являються у листопаді та грудні. М'які корали Великого Бар'єрного рифу налічують 36 родів. У рифових системах мешкає понад 1500 видів риб. П'ятсот видів морських водоростей мешкають на рифі, в тому числі тринадцять видів роду Halimeda, які створюють вапнякові насипи шириною до ста метрів, що створюють на своїй поверхні міні-екосистеми, які часто порівнюють із покривом тропічних лісів.
Морська зірка (Acanthaster planci) - головний хижак рифів, що полює на коралові поліпи, забираючись на них, проштовхуючись через них своїм шлунком і вивільняючи травні ферменти для поглинання гідролізату. Окрема доросла особина може з'їсти до 6 м рифа на рік. У 2000 році вибухове зростання представників цього виду призвело до втрати 66% живого коралового покриву на рифах.
Якісні зміни в хімічному складі води та надмірний вилов природних хижаків, таких як молюск гігантський тритон, можливо, сприяли збільшенню популяції хижих морських зірок.
Існує щонайменше 30 видів китів, дельфінів і морських свиней, зокрема карликовий малий полосатик, індо-тихоокеанський горбатий дельфін, горбатий кит і дюгони. Шість видів морських черепах гніздяться біля Великобританії: зелена морська черепаха, шкіряста черепаха, яструбина черепаха, морська черепаха логгерхед, плоска черепаха і оливковий рідлі.
Понад 200 видів птахів (у тому числі 22 види морських птахів і 32 види куликів) відвідують острови і рифи, гніздяться або влаштовуються на ночівлю, у тому числі білобрюхий орлан і рожева крачка для розмноження.
Сімнадцять видів морських змій, у тому числі Laticauda colubrina, мешкають на Великому бар'єрному рифі в теплих водах на глибині до 50 метрів і частіше зустрічаються у південній, ніж у північній частині; жоден їх не є ендемічним чи зникаючим, отрута багатьох із цих змій дуже токсичний; наприклад, Aipysurus duboisii вважається найотруйнішою морською змією у світі.

### Захист
Морський заповідник Співдружності Коралового моря був проголошений у грудні 2013 року, але було помічено, що він не забезпечує достатній захист довкілля. Група з 10 екологічних неурядових організацій об'єдналася в коаліцію під назвою «Кампанія „Захистити наше Коралове море“» з проханням до уряду створити великий морський парк «Коралове море». У листопаді 2011 року уряд Австралії оголосив, що територія в 989 842 квадратних кілометри була зарезервована і чекає на законодавче рішення.
У жовтні 2017 року Морський заповідник Співдружності Коралового моря було перейменовано на Морський парк Коралового моря. Він займає площу 989836 км² і віднесений до категорії IV МСОП. Це найбільший морський парк Австралії і одна з найбільших територій, що охороняються у світі.

## Дослідження
До 2020 року було нанесено на карту лише мілководні частини рифів Коралового моря. Протягом 2020 року деякі з найглибших частин моря були нанесені на карту за допомогою вдосконаленої багатопроменевої гідролокаторної системи на борту дослідницького корабля, що належить Інституту океану Шмідта, після того, як його вивели з експлуатації в Папуа-Новій Гвінеї через пандемію. Роботизований підводний човен повертається з першими у світі кадрами високої роздільної здатності морського дна, що відображають найважливіший морський район Великого Бар'єрного рифу в Тихому океані. За час 14 занурень підводного човна, який опустився на глибину до 1600 метрів і провів у морі майже 100 годин, було нанесено на карту площу 35 554 квадратних кілометри. Геолог Джоді Вебстер із Сіднейського університету, морський геолог Робін Біман з Університету Джеймса Кука очолили експедицію, а його колеги дистанційно керували процесами занурення та картографуванням. Рідкісні морські жителі були ідентифіковані після того, як зображення були передані іншим вченим через соціальні мережі, але дослідники вважають, що деякі види, зафіксовані на плівку, можуть бути новими для науки. Відомі знахідки включали види Тріакантодових під назвою Hollardia goslinei, які раніше зустрічалися тільки на Гаваях, і Tosanoides Bennetti, вперше описаний у 2019 році і ніколи не зустрічався в живих.